# 互動模式
互動模式（models of interaction），指使用電腦時人機互動的介面。好的介面應該是能夠有效地讓互動順利進行。互動系統是要讓使用者可以在已存在的應用範圍中完成他們的目的。系統使用的語言是核語言（core language），使用者使用的語言是任務語言（task language）。以下分別說明兩種互動模式

## Norman的執行評估循環模式
進行的模式是使用者規劃一個行動計畫，在電腦介面上執行，然後使用者透過電腦介面觀察執行結果，評估結果並決定後續的行動。這個模式有以下幾個階段：
- 訂立目標
- 組成意圖
- 標明行動順序
- 執行
- 觀察系統
- 詮釋系統狀態
- 評估

執行上的裂口（gulf of execution）指使用者規劃的行動和系統所接受的兩者不一致，評估上的裂口（gulf of evaluation）是指系統表現和使用者期待之間的差距。好的介面應該要減少執行和評估上的裂口。Norman的模式考慮系統為介面，只關心了使用者的互動，並沒有考慮系統透過介面產生的溝通。

## 互動框架
由Abowd和Beale提出，延伸了Norman的模式，並解決Norman模式中的問題。除了使用者的任務語言和介面的核語言之外，還有代表輸出和輸入的語言，它們有時分開有時重疊。在互動中，四個主要的轉換是：發出指示（articulation）、表現（performance）、呈現（presentation）、觀察（observation）。   